# Бычварова, Свобода
Свобо́да То́дорова Бычва́рова (болг. Свобода Тодорова Бъчварова; 11 января 1925, Горна-Джумая, ныне Благоевград, Болгария — 27 июня 2012, Рио-де-Жанейро, Бразилия) — болгарская писательница и сценарист. Дочь Тодора Ангелова.

## Биография
Сразу же после её рождения семья отправилась в эмиграцию — Австрия, Франция, Бельгия. Когда Свобода выросла, она уехала учиться в Ленинград. С начала 1950-х годов работала в отделе культуры газеты «Работническо дело». С 1960-х годов — редактор, а затем — главный редактор творческого объединения «Бояна». Писала сценарии теле- и кинофильмов. С 1989 года жила в Бразилии у своей дочери, вышедшей замуж за бразильского бизнесмена. Член БКП с 1945 года.

## Сочинения

### Книги
- Великденска ваканция (1963)
- Последната зима на Иван (1966)
- Литургия за Илинден (1969)
- Което винаги ще обичаме (1974)
- Приключенията на Фильо и Макензен (1980)
- Земля под прицелом / Земя за прицел (1984)
- Наследникът (1985)
- Телеграма с много неизвестни (1985)
- Изборът (1986)
- Гонитбата (1987)
- Опасен чар (1987)
- Жребият (1989)
- По особено мъчителен начин (2008)

### Сценарии
- 1964 — Между рельсами / Между релсите (по роману «Великденска ваканция»)
- 1966 — Обвиняемый не явился / Призованият не се яви
- 1967 — Случай в Пенлеве / Случаят Пенлеве (сегмент «Музыканты», с Евгением Константиновым[болг.] и Петром Незнакомовым[болг.])
- 1969 — 1971 — На каждом километре / На всеки километър (сериал, с Евгением Константиновым[болг.], Костадином Кюлюмовым[болг.], Георгием Марковым и Павлом Вежиновым)
- 1973 — Воспоминание / Спомен
- 1976 — Съесть яблоко / Да изядеш ябълката
- 1976 — Бой последний / Бой последен (с Зако Хеския и Николой Русевым[болг.] по роману Веселина Андреева)
- 1978 — Бумеранг / Бумеранг (с Иваном Ничевым и Евгенией Радевой)
- 1981 — Мера за меру / Мера според мера (по роману «Литургия за Илинден», с Руси Чаневым[болг.] и Георги Дюлгеровым)
- 1984 — Не знаю, не слышу, не вижу / Не знам, не чух, не видях (ТВ)
- 1984 — Опасные чары / Опасен чар
- 1993 — Жребий / Жребият (по роману «Земля под прицелом», с Иванкой Грыбчевой и Любеном Станевым)

## Награды
- ? — Орден Народной Республики Болгария I степени
- 1980 — Заслуженный деятель культуры НРБ
- 2005 — Орден «Стара-планина»